# Seznam zápasů japonské fotbalové reprezentace na MS
Japonská fotbalová reprezentace byla celkem 7x na mistrovstvích světa ve fotbale a to v letech 1998, 2002, 2006, 2010, 2014, 2018 a 2022.
- Aktualizace po MS 2022 – Počet utkání – 25
- – Vítězství – 7x – Remízy – 4x – Prohry – 14x

| Číslo | Soupeř            | Výsledek                | MS      | Fáze turnaje       | Góly Japonska                                                              |
| ----- | ----------------- | ----------------------- | ------- | ------------------ | -------------------------------------------------------------------------- |
| 1.    | Argentina         | 0 – 1                   | MS 1998 | základní skupina H | Ne                                                                         |
| 2.    | Chorvatsko        | 0 – 1                   | MS 1998 | základní skupina H | Ne                                                                         |
| 3.    | Jamajka           | 1 – 2                   | MS 1998 | základní skupina H | Masaši Nakajama                                                            |
| 4.    | Belgie            | 2 – 2                   | MS 2002 | základní skupina H | Takajuki Suzuki, Džun’iči Inamoto                                          |
| 5.    | Rusko             | 1 – 0                   | MS 2002 | základní skupina H | Džun’iči Inamoto                                                           |
| 6.    | Tunisko           | 2 – 0                   | MS 2002 | základní skupina H | Hiroaki Morišima, Hidetoši Nakata                                          |
| 7.    | Turecko           | 0 – 1                   | MS 2002 | osmifinále         | Ne                                                                         |
| 8.    | Austrálie         | 1 – 3                   | MS 2006 | základní skupina F | Šunsuke Nakamura                                                           |
| 9.    | Chorvatsko        | 0 – 0                   | MS 2006 | základní skupina F | Ne                                                                         |
| 10.   | Brazílie          | 1 – 4                   | MS 2006 | základní skupina F | Keidži Tamada                                                              |
| 11.   | Kamerun           | 1 – 0                   | MS 2010 | základní skupina E | Keisuke Honda                                                              |
| 12.   | Nizozemsko        | 0 – 1                   | MS 2010 | základní skupina E | Ne                                                                         |
| 13.   | Dánsko            | 3 – 1                   | MS 2010 | základní skupina E | Keisuke Honda, Jasuhito Endó, Šindži Okazaki                               |
| 14.   | Srbsko            | 0 – 0 (PP) (pen. 3 - 5) | MS 2010 | osmifinále         | penalty: Jasuhito Endó, Makoto Hasebe, Keisuke Honda                       |
| 15.   | Pobřeží slonoviny | 1 – 2                   | MS 2014 | základní skupina C | Keisuke Honda                                                              |
| 16.   | Řecko             | 0 – 0                   | MS 2014 | základní skupina C | Ne                                                                         |
| 17.   | Kolumbie          | 1 – 4                   | MS 2014 | základní skupina C | Šindži Okazaki                                                             |
| 18.   | Kolumbie          | 2 – 1                   | MS 2018 | základní skupina H | Šindži Kagawa (penalta), Juja Osako                                        |
| 19.   | Senegal           | 2 – 2                   | MS 2018 | základní skupina H | Takaši Inui, Keisuke Honda                                                 |
| 20.   | Polsko            | 0 – 1                   | MS 2018 | základní skupina H | Ne                                                                         |
| 21.   | Belgie            | 2 – 3                   | MS 2018 | osmifinále         | Genki Haraguči, Takaši Inui                                                |
| 22.   | Německo           | 2 – 1                   | MS 2022 | základní skupina E | Ricu Dóan, Takuma Asano                                                    |
| 23.   | Kostarika         | 0 – 1                   | MS 2022 | základní skupina E | Ne                                                                         |
| 24.   | Španělsko         | 2 – 1                   | MS 2022 | základní skupina E | Ricu Dóan, Ao Tanaka                                                       |
| 25.   | Chorvatsko        | 1 : 1 (PP)              | MS 2022 | osmifinále         | Daizen Maeda penalty Takumi Minamino Kaoru Mitoma Takuma Asano Maja Jošida |